# 佐藤精一
佐藤 精一（さとう せいいち、1932年9月10日 - ）は、日本のプロゴルファー。大分県杵築市出身。左利き右打ち。1955年プロ入り。我孫子ゴルフ倶楽部出身。プレーの早さから「早撃ちマック」との異名をとる。好物はあんぱんとハンバーガー。

## 主な優勝
- 1966年 - 日本オープンゴルフ選手権競技
- 1967年 - 関東プロゴルフ選手権
- 1970年 - 日本プロゴルフ選手権大会
- 1982年 - 日本プロゴルフシニア選手権大会
- 1989年 - 第一生命カップ ・ 春
- 1994年 - 関東プログランドシニア
- 1994年 - 日本プログランドシニア
- 1995年 - 鳳凰カップスーパーシニア
- 2000年 ・ 2001年 - 日本グランドゴールドシニア
- 2002年 - 関東プログランドゴールドシニア

## テレビ出演

### 現在の出演番組
現在、出演番組なし。

### 過去の出演番組
- ゴルフ 尾崎兄弟・飯合に挑戦!!

解説を務め、小技を披露。
- さんまのスーパーからくりTV

ゴルフ対決において小倉優子にレッスン、キャディーも務めた。
この時のあだ名はいちりん
- 佐藤精一の自己流ゴルフ

佐藤プロが三人のアマチュアゴルファーと共にラウンドをしながらレッスンをする。
本人曰く「タイトルを自然流にしたかった」。放送回数600回以上。
当時アサヒビールのイメージガールであった伊東美咲がしばらくの間、自己流賞のプレゼンターを務めていた。
チバテレで放送され、テレ玉でも放送していたが、チバテレでは2009年9月27日放送終了。
- アナ★バン!

新人女子アナゴルフ対決において山中アナをレッスンした。
アナウンサーによるゴルフウェアファッションショーでは審査員を務め「ゴルフやんないほうがいい。」「昔中村寅吉さんって言う名人がいたでしょ、真夏に長袖ですよ。」などとコメントした。
- 水曜日のダウンタウン

2016年12月16日放送、最年少vs最年長トントン説で登場。7歳の少年ゴルファーと対決し、結果はトントンであった。

## 著書
- 『ゴルフは楽しめ!苦しむな!!』 アミカル 1991年3月 ISBN 978-4-900599-03-1
- 『自己流ゴルフ』 アミカル 2001年8月 ISBN 978-4-900599-07-9

## DVD
- 『アナ★バン! presents フジテレビ女性アナウンサー「みんなでゴルフ」』